# 金容雲
金容雲（：／ Kim Yong-un，1927年9月6日—2020年5月30日），韩国数学史家，汉阳大学名誉教授，韩国数学文化研究所所长。

## 生平
1927年生于东京。1946年入早稻田大学，后回到全羅南道羅州的老家，在中学担任数学教师。先后在美国奥本大学和加拿大阿爾伯塔大學获得理学硕士和博士学位。1962年至1965年，任美国威斯康星大学助教授。1969年至1993年，任汉阳大学数学系教授。1987年任汉阳大学研究生院院长。1994年成为名誉教授。1983年发起成立韩国数学史学会，并担任首任会长。2020年5月30日逝世。

## 著作
- 《韩国数学史》（한국 수학사）
- 《有趣的数学旅行》（재미있는 수학여행）